# Juan de Gales
Juan de Gales, OFM (País de Gales, s. xiii - París, 1285) fue un escritor franciscano que escribió en latín una serie de obras muy divulgadas en la Edad Media.

## Vida
Llamado Johannes Guallensis en latín y John Waleys, o of Wales, en inglés, ingresó en la orden de los franciscanos y, una vez fue doctor en teología, hacia el 1260, enseñó en Oxford. Hacia el 1270 se trasladó a París, donde pasó la mayor parte de los años que precedieron a su muerte.

## Obra
Teólogo moralista, gran admirador del mundo antiguo, escribió diversas obras, muy divulgadas, entre las cuales destacan las siguientes:
- Breviloquium de philosophia, sive sapientia sanctorum (Breviloquio de filosofía, o sabiduría de los santos), traducido al catalán en el siglo XV. Sobreviven 23 manuscritos latinos.[1]
- Compendiloquium (Compendiloquio), resumen de historia de la filosofía. Sobreviven 27 manuscritos latinos.[1]
- Communiloquium (Comuniloquio) o Summa collationum (Suma de colaciones), manual de conversación para clérigos y predicadores, también traducido al catalán, en el siglo XIV. Sobreviven al menos 144 manuscritos latinos.[1]
  - Edición digital de la edición incunable de Colonia 1472
  - Edición digital de la edición incunable de Ulm 1481
  - Edición digital de la edición incunable de Estrasburgo 1489
  - Transcripción de la edición de Augsburgo 1475